# Asota diastropha
Asota diastropha là một loài bướm đêm thuộc họ Erebidae. Nó được tìm thấy ở Madagascar.